# Юрчень
Юрчень (рум. Iurceni) — село у Ніспоренському районі Молдови. Адміністративний центр однойменної комуни, до складу якої також входить село Мирзоая.

## Населення
За даними перепису населення 2004 року у селі проживали 1932 особи.
Національний склад населення села:
| Національність       | Кількість осіб | Відсоток   |
| -------------------- | -------------- | ---------- |
| молдавани румуни     | 1815 98        | 93,9% 5,1% |
| росіяни              | 8              | 0,4%       |
| українці             | 7              | 0,4%       |
| болгари              | 3              | 0,2%       |
| інша / без відповіді | 1              | 0,1%       |
| Всього               | 1932           | 100%       |